# Gill Robb Wilson
Gill Robb Wilson född 18 september 1892 i Clarion County Pennsylvania död 8 september 1966 i Los Angeles Kalifornien, var en amerikansk frivilligpilot i första världskriget och militäradvokat samt frikyrkopastor.
Under första världskriget anslöt sig Gill till det Franska flygvapnet han placerades vid Escadrille Lafayette som stridspilot. Efter kriget återvände han till USA. Han utsågs till chef för luftfartsmyndigheten i New Jersey år 1930, och var med om bildandet av den frivilliga flygkåren Civil Air Patrol som bland annat spanade efter ubåtar runt USA:s kust under andra världskriget. Under slutet av andra världskriget arbetade han som korrespondent för tidningen Herald Tribune. Som författare har han givit ut poesi med inriktning mot händelser under första världskriget.